# Liste der Einträge im National Register of Historic Places im Platte County (Missouri)

Lage des Platte County in Missouri

Die Liste der Einträge im National Register of Historic Places im Platte County in Missouri führt die Bauwerke und historischen Stätten im Platte County auf, die in das National Register of Historic Places aufgenommen wurden.

## Legende
| NRHP | Historic Place    |
| HD   | Historic District |

## Aktuelle Einträge
| [ 3 ] | Name                                     | Bild                                     | Eintragsdatum        | Lage | Ort         | Beschreibung |
| ----- | ---------------------------------------- | ---------------------------------------- | -------------------- | --- | ----------- | ------------ |
| 1     | Babcock Site                             |                                          | 1973 ID-Nr. 73001049 | Adresse nicht veröffentlicht                                                                             | Waldron     |              |
| 2     | Benjamin Banneker School                 | Benjamin Banneker School                 | 1995 ID-Nr. 95001115 | 31 West 8th Street 39° 11′ 34″ N, 94° 41′ 6″ W                                                           | Parkville   |              |
| 3     | Deister Archeological Site               |                                          | 1970 ID-Nr. 70000347 | Adresse nicht veröffentlicht                                                                             | Kansas City |              |
| 4     | Frederick Krause Mansion                 | Frederick Krause Mansion                 | 1978 ID-Nr. 78001672 | 3rd Drive Ecke Harrel Ferrel Drive 39° 22′ 9″ N, 94° 46′ 51″ W                                           | Platte City |              |
| 5     | Mackay Building                          | Mackay Building                          | 1979 ID-Nr. 79001389 | Park College 39° 11′ 24″ N, 94° 40′ 48″ W                                                                | Parkville   |              |
| 6     | McCormick Distillery                     | McCormick Distillery                     | 1974 ID-Nr. 74001090 | MO JJ 39° 23′ 54″ N, 94° 52′ 43″ W                                                                       | Weston      |              |
| 7     | Missouri District Warehouse              | Missouri District Warehouse              | 2010 ID-Nr. 10000476 | 357 Main Street 39° 22′ 15″ N, 94° 46′ 47″ W                                                             | Weston      |              |
| 8     | Platte County Courthouse                 | Platte County Courthouse                 | 1979 ID-Nr. 79001390 | 3rd Street Ecke Main Street 39° 22′ 15″ N, 94° 46′ 47″ W                                                 | Platte City |              |
| 9     | Pleasant Ridge United Baptist Church     | Pleasant Ridge United Baptist Church     | 2002 ID-Nr. 02000162 | MO P Ecke Woodruff Road 39° 25′ 53″ N, 94° 51′ 21″ W                                                     | Weston      |              |
| 10    | Renner Village Archeological Site        |                                          | 1969 ID-Nr. 69000123 | Adresse nicht veröffentlicht                                                                             | Riverside   |              |
| 11    | Charles Smith Scott Memorial Observatory | Charles Smith Scott Memorial Observatory | 1992 ID-Nr. 92000625 | 8700 River Park Drive 39° 11′ 24″ N, 94° 40′ 45″ W                                                       | Parkville   |              |
| 12    | Sugar Creek Site                         |                                          | 1973 ID-Nr. 73001050 | Adresse nicht veröffentlicht                                                                             | Weston      |              |
| 13    | TWA Administrative Offices Building      |                                          | 2007 ID-Nr. 07001157 | 11500 Ambassador Drive 39° 18′ 7″ N, 94° 40′ 54″ W                                                       | Kansas City |              |
| 14    | Waddell "A" Truss Bridge                 | Waddell "A" Truss Bridge                 | 1991 ID-Nr. 90002173 | Brücke über den Rush Creek im English Landing Park 39° 11′ 9″ N, 94° 40′ 55″ W                           | Parkville   |              |
| 15    | Washington Chapel C.M.E. Church          | Washington Chapel C.M.E. Church          | 1992 ID-Nr. 92001055 | 1137 West Street 39° 11′ 42″ N, 94° 41′ 9″ W                                                             | Parkville   |              |
| 16    | Weston Historic District                 | Weston Historic District                 | 1972 ID-Nr. 72000727 | Abgegrenzt durch Summit Street, Rock Street, Market Street und Ashley Street 39° 24′ 47″ N, 94° 54′ 6″ W | Weston      |              |